# Спин диктатори
Спин диктатори: Измењено лице тираније у 21. веку је политиколошка књига руског економисте Сергеја Гуријева и америчког политиколога Данијела Трејсмана. Испитује се како се модерни диктатори и аутократе – које су пионири Ли Куан Ју из Сингапура и Алберто Фуџимори из Перуа, а репризирали Владимир Путин из Русије, Реџеп Тајип Ердоган из Турске и Виктор Орбан из Мађарске – више фокусирају на пропагандне методе као што су спиновање, дезинформације и ширење психолошког страха у популацији. Отворено бруталне методе политичке репресије које су фаворизовали диктатори прошлости као што су Јосиф Стаљин из Совјетског Савеза или Мао Цедунг из Кине.
Аутори тврде да се модерни „спин диктатори“ претварају да су демократе (на пример, дозвољавајући да постоји одабрана група дисидентских новина са високим угледом, али ниским тиражом како би показали да поштују слободу штампе), али и даље користе своју моћ да сузбијају неслагање (на пример, повећање пореских захтева на независним емитерима, или такве оптужбе које оптужују независни медији; објављивања лажних вести и њиховог гашења). Дакле, ови ауторитарни лидери манипулишу медијима, а не да их тотално цензуришу или потискују, и тиме су популарнији међу људима. Књига такође говори о симпатијама између спин диктатора и демократских популиста као што је амерички председник Доналд Трамп.
Путинистичка Русија током 2000-их и раних 2010-их била је и покретач и кључни пример за ову теорију. Али нагли заокрет режима ка већим репресијама средином 2010-2020-их, који је кулминирао руском инвазијом на Украјину 2022. године, покренуо је питање предуслова за ту промену. У чланку написаном посебно за re-russia.net, Даниел Треисман тврди да ова обрнута еволуција није била узрокована конзервативизмом и империјалним амбицијама руског становништва, као што се обично верује, већ текућим процесом друштвене модернизације, који Путинова спин диктатура више није могла да контролише.